# Miculești, Gorj
Miculești este un sat în comuna Slivilești din județul Gorj, Oltenia, România.

## Vezi și
- Biserica de lemn din Miculești, Gorj

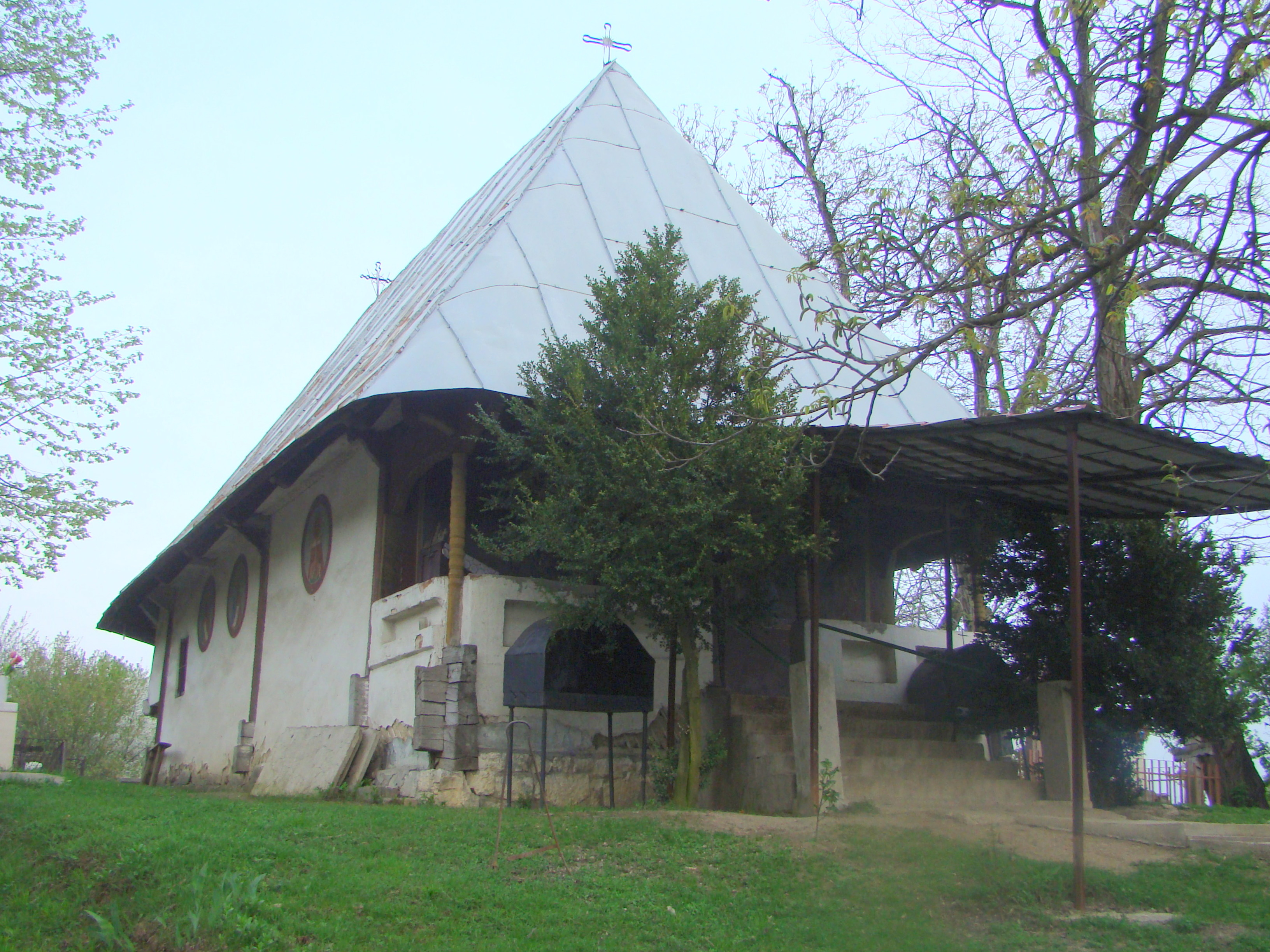
Biserica de lemn „Sfântul Ierarh Nicolae” (monument istoric)

 Acest articol despre o localitate din județul Gorj este deocamdată un ciot. Puteți ajuta Wikipedia prin completarea lui.